# En kvinna lever farligt
En kvinna lever farligt är en tysk dramafilm från 1943 i regi av Rolf Hansen. Filmen var den sista som Zarah Leander gjorde i Tyskland innan andra världkrigets slut 1945. Filmens regissör Rolf Hansen stod även för regin till Leanders föregående film Ett möte i natten, vilken blivit en stor tysk framgång.

## Rollista
- Zarah Leander - Vera Meiners
- Hans Stüwe - Jan Meiners
- Rossano Brazzi - Pablo
- Jutta von Alpen - Brigitte Meiners
- Hilde Körber - frau Gaspard
- Elisabeth Markus - Gloria O'Connor
- Hans Brausewetter - Corbeau
- Otto Graf - dr. Lugeon
- Herbert Hübner - professor Rigaud
- Victor Janson - kabarédirektör
- Karl Martell - Frank Douglas
- Erich Ziegel - Petersen